# 费奥多尔·库兹米奇
费奥多尔·库兹米奇（俄語：或），或托木斯克的西奥多（正义的），西伯利亚的，长老，或弗米奇Fomich    （生于 1776 年（存疑） - 1864 年 2 月 1 日在托木斯克去世） 是一位俄罗斯东正教徒。  1984年，他被俄罗斯东正教会封为正义圣徒。 有许多传说声称他是前任沙皇亚历山大一世，后者在1825年伪装自己的死亡后成为了这位隐士。但历史学家并不相信这些故事。 

## 生卒
没有关于费奥多尔·库兹米奇早年生活的记载。第一次报道的涉及库兹米奇的事件发生在 1836 年 9 月 4 日的彼尔姆。当地的铁匠讶于他奇怪的外表惊动了，因此联系了当局。据描述，他身材高大，大约 60 岁，背上还有鞭痕。库兹米奇身上没有任何文件，当局因此逮捕了他。 被捕后，库兹米奇被审问，他声称自己是文盲，信东正教，且不记得自己的童年。随后法院裁定，由于他缺乏文件，要受鞭刑并送往西伯利亚城市托木斯克。在去托木斯克的路上，他异常地没有佩镣。 

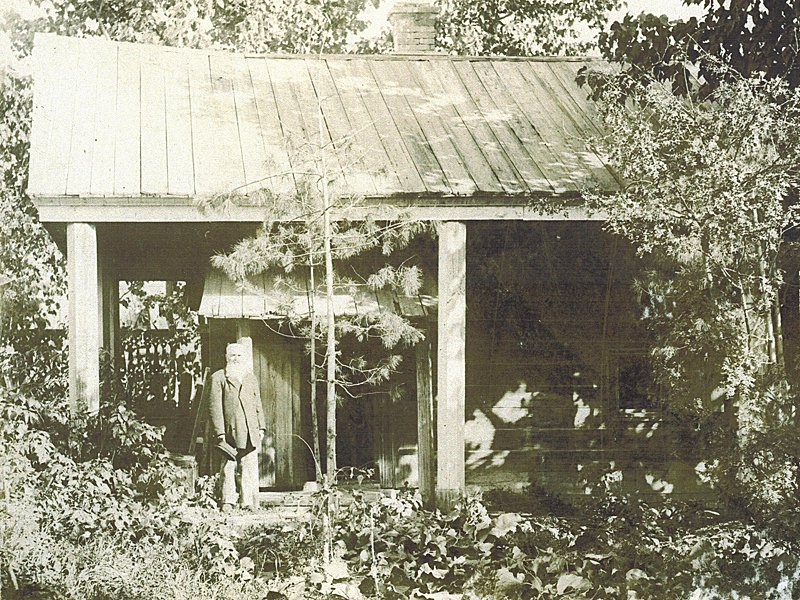
库兹米奇的房子

根据他的生平记录，库兹米奇过着严酷的生活，只睡床板，只穿简单的衣服。 由于库兹米奇奇怪的外表和举止，居民们认为他之前过着与现在大不相同的生活。在他死前和死后，许多奇迹都归功于库兹米奇。 当被问及他的之前的生活时，库兹米奇回答说：
“为什么你们总认为我现在的情况比以前更糟了？现在我是自由的、独立的，而且最重要的是——随和的。以前，我的安宁和幸福取决于很多条件：要照顾我所爱的人，让他们享受和我一样的幸福，这样我的朋友才不会欺瞒我。现在，除了永远留在我身边的东西——除了我的上帝的话语，除了救主和睦邻的爱之外，其他一切都没有了。现在我没有悲伤和失望，因为我不依赖任何世俗的东西，也不依赖任何我无法控制的东西。你不明白在这种精神的自由中，在这种超凡脱俗的快乐中，幸福是什么。如果你将我恢复到从前的位置，让我再次成为尘世财富的守护者，对现在的我来说仅是须臾，毫无意义，那么我将是一个不开心的人。我们的身体越被宠爱和修饰，我们的精神就越虚弱。每一种奢侈品都会懈怠我们的身体，削弱我们的灵魂。” 

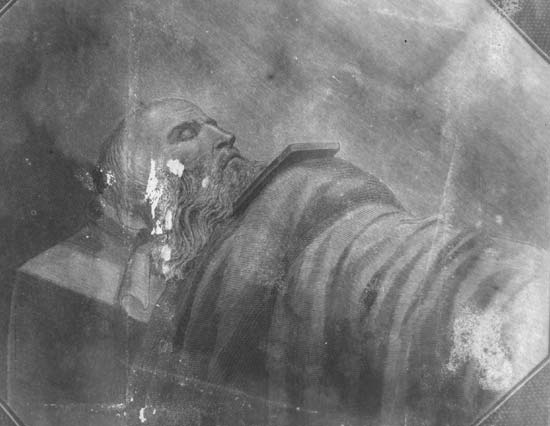
库兹米奇之死

库兹米奇死后，大公阿列克谢亚历山德罗维奇和尼古拉斯二世等知名人士都参观过库兹米奇的坟墓。 
1984年，库兹米奇被俄罗斯东正教宗主教皮缅一世册封为圣徒。 

## 关于前世的传闻
据说他住在一座带花园的简陋房子里；但被皇家法院以各种方式保护，1837 年他接受了皇储亚历山大的访问，1893 年皇储尼古拉访问了他的坟墓。 自 1866 年以来，关于亚历山大一世陵墓空置的谣言一直存在。传闻表示亚历山大的坟墓已经被打开了四次，最近一次发生在 1921 年，据称苏联当局打开他的坟墓是为了寻找有价值的金属。在每一次搜查的报告都表示，坟墓都是空的或有被动过手脚的迹象。 
有人怀疑亚历山大一世会因为对父亲保罗一世的死感到内疚而假死，他假死是为了退位并为让他的父亲被杀而寻求宽恕。 他著名的拜访者包括阿拉斯加的英诺森，彼得·波波夫神父和伊尔库茨克的阿塔纳修斯主教。此外据报道，库兹米奇会法语，并谈论过在圣彼得堡和莫斯科的生活以及一些名人，就好像那些人是他的朋友一样。 
库兹米奇都主教菲拉雷特，以及关于1812 年战争的私密细节。而在此之前就有很多谣言说库兹米奇实际上就是亚历山大一世。据报道，在他临终时，牧师问他是否真的是受祝福的亚历山大一世。库兹米奇回答说：“主啊，您的功业很棒……没有秘密，尚未公开。” 

## 支持传闻的证据

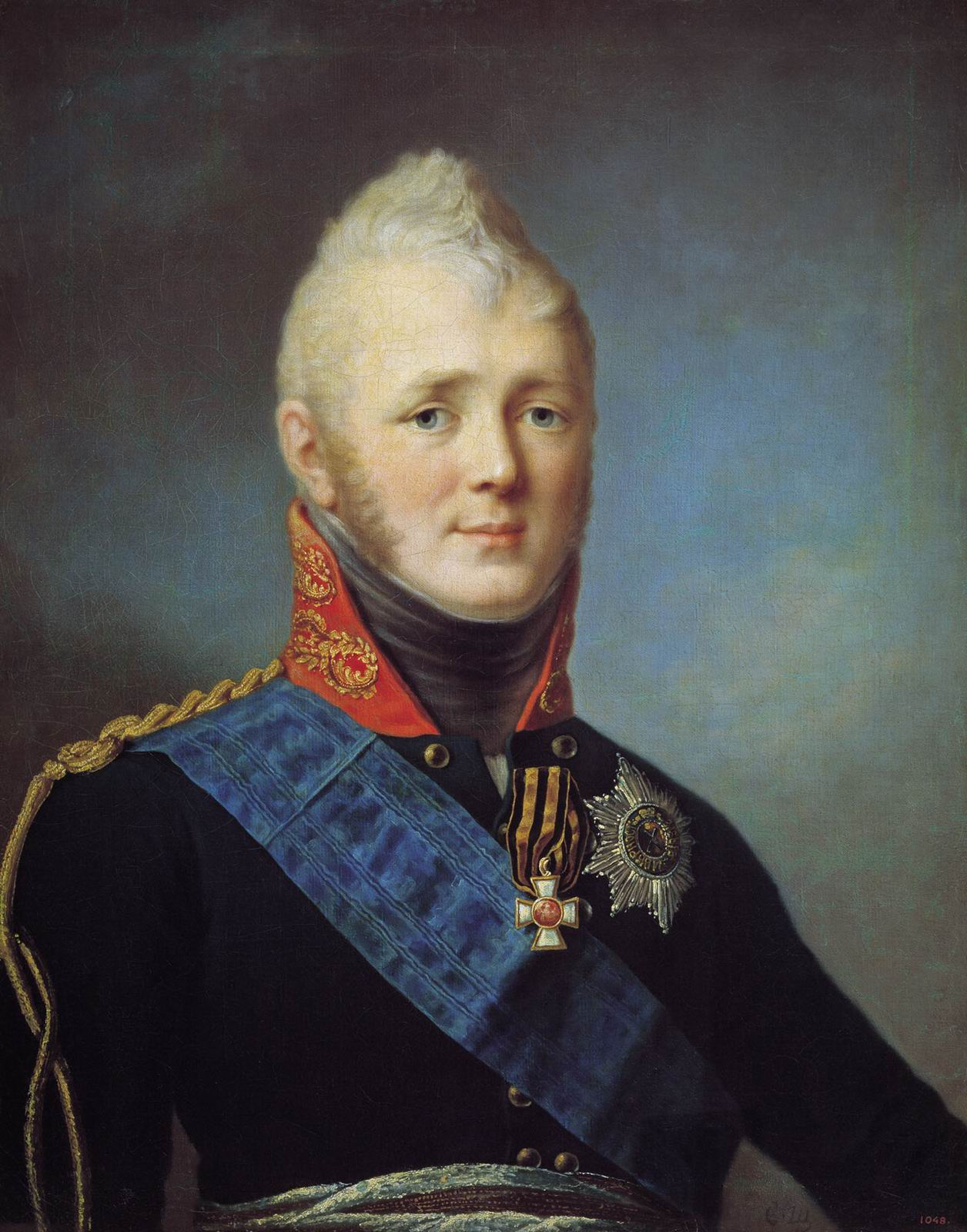
沙皇亚历山大一世

支持亚历山大一世假死的一些原因是亚历山大和库兹米奇之间奇怪的相似之处。俄罗斯笔迹学会会长斯韦特兰娜·谢苗诺娃（Svetlana Semyonova） 分析了亚历山大和库兹米奇的笔迹，认为它们是相同的。此外，有传言称，亚历山大的妻子也在亚历山大死后一年假死，并在圣彼得堡当了修女。 
列夫·托尔斯泰在他的著作《隐修士费多尔·库兹米奇的身后事》中提到了这个传说，他写道：
“修士死后，这些谣言越传越广。不仅普通人相信他们，还有许多精英人士，包括沙皇亚历山大三世一家。这些谣言的原因如下：亚历山大意外去世，死前没有任何疾病，他死在塔甘罗格，远离家乡，当他被放入棺材时，许多看到他的人都说他变了很多，这也是棺材被迅速封印的原因。众所周知，亚历山大说过并写道，他非常想离开他的职位并远离这个世界。” 

## 封圣
20世纪初，一座小教堂建于他的坟处 。
1984 年，他的名字被皮缅一世收录在教会圣诞日历中，次年7 月5 日，他的遗物被转移到了新建的教堂里。
他的瞻礼日是：
- 6月10日 （西伯利亚圣徒），
- 1月20日 (忌日, 西伯利亚),
- 6月22日 (圣髑转移，托木斯克主教区)

## 延伸阅读
- Stone, Barry. I Want to be Alone: Solitary Lives: salvation seekers, celebrity recluses, hermit poets and survivalists from the Buddha to Greta Garbo (Allen & Unwin, 2010).
- Troubetzkoy, Alexis S (2002). Imperial Legend: The Mysterious Disappearance of Tsar Alexander I, Arcade Publishing, New York.